# Pałac w Urwennej
Pałac w Urwennej – pałac wybudowany w 1828 przez Witalisa Porczyńskiego. Obecnie w ruinie.
Piętrowy pałac zbudowany na planie prostokąta, kryty dachem czterospadowym.  Główne wejście w piętrowym portyku zwieńczonym trójkątnym frontonem. Portyk przedzielony jest balkonem z balustradą, podtrzymywanym czterema kolumnami doryckimi.